# Saint-Germain-de-Livet
Saint-Germain-de-Livet è un comune francese di 814 abitanti situato nel dipartimento del Calvados nella regione della Normandia.

## Società

### Evoluzione demografica
Abitanti censiti